# القرين (الكويت)
القرين، منطقة من مناطق محافظة مبارك الكبير في الكويت. سميت بهذا الاسم نسبة إلى اسم الكويت قديماً. فكانت مدينة الكويت تعرف منذ أوائل القرن السابع عشر بالقرين ثم طغى اسم الكويت، وتسمية القرين هي تصغير من قرن، والقرن يعني التل أو الأرض العالية.
منطقة القرين الحالية ليست هي منطقة القرين السابقة، فالسابقة كانت واقعة جنوب الكويت بالقرب من إسطبلات الوفرة الحالية والشعيبة والفوارس. أما منطقة القرين الحالية فهي جزء من محافظة مبارك الكبير والتي تتكون من 4 مناطق: القرين ومبارك الكبير والعدان والقصور.